# Akt deklaratoryjny
Akt deklaratoryjny – akt prawny, który nie tworzy nowej sytuacji prawnej (nie tworzy, nie znosi, i nie zmienia istniejącego stosunku prawnego), lecz potwierdza ich wcześniejsze powstanie na mocy prawa. W sposób wiążący stwierdza, że w danej sytuacji wynikają z ustawy lub innego aktu normatywnego określone uprawnienia lub obowiązki podmiotu administrowanego. Ze względu na fakt, że akty deklaratoryjne wyłącznie potwierdzają istniejący stan, wywołują one skutki prawne ex tunc, aczkolwiek dopiero od momentu, w którym takowe akty stają się ostateczne, określona osoba może w pełni realizować swoje uprawnienia.
Do przykładów aktów deklaratoryjnych można przykładowo zaliczyć decyzje o stwierdzeniu nieważności decyzji.
Deklaratoryjne akty administracyjne należy odróżnić od zaświadczeń, które są urzędowym potwierdzeniem wydanym na podstawie informacji posiadanych przez organ, nie potwierdzają natomiast zmian stosunków prawnych, które powstały z mocy prawa.